# تانيا هوليداي
تانيا هوليداي (بالإنجليزية: Tanya Holliday)‏ هي منافسة ألعاب القوى أسترالية، ولدت في 21 سبتمبر 1988.

## وصلات خارجية
- تانيا هوليداي على موقع الاتحاد الدولي لألعاب القوى (الإنجليزية)
- تانيا هوليداي على موقع النتائج التاريخية لألعاب القوى الأسترالية (الإنجليزية)
- تانيا هوليداي على موقع أوليمبيديا (الإنجليزية)
- تانيا هوليداي على موقع اللجنة الأولمبية الأسترالية (الإنجليزية)